# Ballata per un pistolero
Ballata per un pistolero è un film del genere western all'italiana del 1967 e diretto da Alfio Caltabiano con protagonisti Antony Gidra, Angelo Infanti e lo stesso regista, sotto lo pseudonimo di Al Northon.

## Trama
In mezzo al deserto una diligenza viene assaltata dal criminale El Bedoja, che uccide tutti i suoi occupanti e organizza una rapina alla banca di Mallinton con l'aiuto del fratello Chinchi e dei suoi uomini. In un saloon, un giovane bounty killer di nome Blackie e un pistolero di nome Kud sono alla ricerca di due criminali, il primo uccide il suo ricercato con una sciabola e il secondo cattura vivo il fuorilegge dopo aver ucciso i suoi complici. Dallo sceriffo si apprende che Kud non vuole i soldi della ricompensa, ma è interessato a seguire il percorso di una diligenza che trasportava denaro verso Mallintown.
Nella città di Mallintown lo sceriffo e gli uomini di sicurezza della banca ricevono la carrozza con i soldi, apprendendo dell'assalto di fuorilegge alla diligenza , ma anche della riuscita protezione del carico. Il denaro viene portato all'interno della banca, dove il direttore e il presidente sbloccano puntualmente alle ore 14.00 la combinazione della cassaforte per effettuare il deposito dei soldi.
Nello stesso momento esplode il magazzino di munizioni della città, attirando lo sceriffo e molti dei suoi uomini in una trappola. El Bedoja approfitta quindi del diversivo per rapinare la banca grazie alla complicità degli uomini della diligenza, che si rivelano essere dei sostituti e suoi complici. Recuperato il denaro e uccisi gli avversari, El Bedoja e il suo gruppo si dirige verso le montagne, acconsentendo alla richiesta del fratello di far riposare un ferito in una vicina fattoria.
Kud segue la pista del ferito raggiungendo l'abitazione, dove uccide gli uomini di Chinchi e scontrandosi con quest'ultimo nel recinto delle pecore. L'intervento di Blackie permette a Kud di catturare Chinchi e liberare una donna della casa tenuta in ostaggio. Mentre il proprietario della fattoria spiega ai a Kud che El Bedoja si è rifugiato in una miniera abbandonata, Chinchi riesce a fuggire. Kud decide di non inseguirlo e di organizzare un attacco alla miniera con l'esperto di dinamite Explosión.
Quest'ultimo accetta l'ingaggio alla sola condizione che Kud lo protegga mentre si prende una rivincita morale su El Toro, un prepotente afroamericano: in un saloon Explosión si prende gioco di El Toro e Kud lo protegge scatenando una rissa a cui prende parte anche Blackie. Alla sera i tre raggiungono e preparano le cariche agli ingressi della miniera e Blackie spiega che la colt d'oro in miniatura che portava al collo è un gemello in ricordo del padre, ottimo tiratore. La seconda colt doveva averla avuta suo fratello, finito in disgrazia in prigione quando Blackie aveva solo cinque anni e di cui il padre aveva sempre sostenuto l'innocenza.
Nella mattina successiva Kud sorprende un uomo armato nei dintorni della miniera, scoprendo che si tratta della ragazza liberata alla fattoria e finiscono entrambi catturati da El Bedoja. Chichi aveva infatti aumentato la sorveglianza, dopo essere tornato alla fattoria e aver ucciso i parenti della donna. Mentre Kud viene tenuto prigioniero, El Bedoja cerca di violentare la donna, ma in seguito la stordisce e le nasconde nell'abito la sacca contenente il denaro. Assieme al fratello e la ragazza svenuta si allontana dalla miniera, mentre il resto dei fuorilegge si convince di uccidere il prigioniero. Kud riesce a liberarsi e sfrutta le esplosioni di Blackie per uccidere tutti i banditi.
Terminato lo scontro Explosión indica la via presa da El Bedoja, che si rifugia in una casa minacciando di bruciare viva la donna utilizzano del cherosene, dopo averla legata a un covone di fieno. Blackie salva la ragazza mentre Kud dà fuoco alla casa, costringendo i fratelli a uscire allo scoperto e uccidendo Chinchi. Kud spiegò che conosceva El Bedoja in quanto sceriffo, poiché l'aveva aiutato anni prima a catturare dei criminali e che era stato da lui tradito. Dopo aver svolto il suo compito, quest'ultimo rubò la refurtiva e mise dei soldi nel taschino di Kud per screditarlo, atto che costò allo sceriffo 15 anni di galera.
Alla prospettiva di finire sulla forca, El Bedoja decide di attaccare Kud, finendo però ucciso. Poco prima che Blackie se ne vada via con i soldi, Kud lo sfida a duello e dopo averlo disarmato, gli mostra la seconda colt d'oro in miniatura, spiegandogli che sono fratelli. Blackie si convince ad abbandonare la carriera di bounty killer, lasciando la fattoria insieme alla ragazza e il fratello ritrovato.